# Fourmies (Norte)
Fourmies é uma comuna francesa na região administrativa de Altos da França, no departamento do Norte. Estende-se por uma área de 22.98 km². Em 2010 a comuna tinha 11 905 habitantes (densidade: 518,1 hab./km²).